# ظهرالاسد
ظَهرالاَسَد یا دلتا شیر یک ستاره است که در صورت فلکی شیر قرار دارد.